# 索菲亞火車頭1929足球俱樂部
索菲亞火車頭1929足球俱樂部是保加利亞的一家足球俱樂部。主場位於索菲亞。俱樂部成立於1929年9月2日，由一群鐵路工人組建。當時的名稱是鐵路體育俱樂部（簡稱RSC）。球隊主場是火車頭體育場，可容納 22,000 人觀眾。球會曾4次獲得保加利亞足球甲級聯賽錦標，4 次獲得保加利亞盃錦標。在保加利亞共產主義時期，索菲亞火車頭1929得到鐵路行業的資助及大力支持，因此多年來一直是最穩定的國內球隊之一，大部分時間處於頂級聯賽度過，1971年曾經與索菲亞斯拉維亞短暫合併過。2015年由於財務問題被自行降至第四級別聯賽。直至2021年，球隊以乙級聯賽亞軍身份，升班重回甲級聯賽。

## 球會榮譽

### 國內
- 保加利亞甲組足球聯賽

 冠軍 （4）：1939–40、1945、1963–64、1977–78
 亞軍 （6）：1941, 1946, 1947, 1957, 1964–65, 1994–95
 季軍 （10）：1948–49, 1952, 1954, 1959–60, 1967–68, 1978–79, 1995–96, 2006–07, 2007–08, 2014–15
- 保加利亞足球乙級聯賽

 亞軍 （2）：2017–18、2020–21
- 保加利亞盃:

 冠軍 （4）：1948、1953、1981–82、1994–95
 亞軍 （2）：1974–75、1976–77

### 歐洲
- 巴爾幹盃

 冠軍 （1）：1973
- 歐洲足協盃

半準決賽: 1980
- 歐洲鐵路盃

 冠軍 （2）：1961, 1963

## 外部連結
- 官方網站 （页面存档备份，存于）